# Máté apostol
Máté apostol, Szent Máté, Máté evangélista (? – kb. 60), vagy másik nevén Lévi ben Halfai egyike lehetett Jézus első követőinek és apostolainak. Az ókeresztény hagyomány szerint a négy evangélium íróinak egyike.

## Személye, élete
Neve a héber Matthai (a Mattitjahu rövidebb alakja) szóból származik, jelentése: Jahve ajándéka. Eredetileg vámszedő volt, amely foglalkozást (és annak zsidó űzőit) az izraeliták megvetették, mivel a Római Birodalom számára (is) dolgoztak, s többnyire a saját zsebükre is. A zsinagógákban sem imádkozhattak. Máté Kafarnaumban (szülőhelyén) működött, ahol – találkozván Jézussal – felhagyott addigi munkájával és követte Jézust (Máté 9,9 Márk 2,14 Lukács 5,27-32). Jézus halála után ő is elhagyta Palesztinát, és Etiópiában hirdette az örömhírt. Később hitének megtagadását követelték tőle, de ő ezt nem tette meg, és ezért halálra kínozták. Emléknapja: szeptember 21.

## A Máté evangélium kérdése
Máté neve alatt maradt fenn egy evangélium, mely Jézus életét foglalja össze születésétől egészen feltámadásáig (megírt időtartam i. e. 2 – i. sz. 33). A hagyományos álláspont szerint ez az evangélium eredetileg héber nyelven íródott i. sz. 50 környékén. Erre utal Szent Jeromos De viris illustribus című munkája, amelynek 3. fejezetében ezt mondja; „Máté, akit Lévinek is hívtak, s aki adószedőből lett apostol, először héber nyelven és héber betűkkel írta meg a Krisztusról szóló evangéliumot Júdeában”. Jeromos hivatkozik ennek az evangéliumnak a létezésére; héber szöveggel még az i. sz. negyedik században is megvolt Pamphilusnak, Eusebius mesterének könyvtárában Caesareában. Órigenész az evangéliumokról szóló fejtegetéseiben Euszebioszt idézte: „Az első írás… Mátétól való… s héber nyelven íródott azoknak, akik a judaizmusból jöttek, hogy higgyenek.”. Tekintve, hogy a hivatkozások a héber nyelvre utalnak, így az első példány nagy valószínűséggel egyenesen Mátétól héber nyelven íródott. (Elképzelhető az, hogy egy Máté tanítványi köréhez tartozott személy később átírta görög nyelvre, mivel akkortájt a római birodalomban az volt az általánosan használt nyelv. De nem zárható ki, hogy maga Máté írta át később.)
Mai biblikusok kétségbe vonják mind a keletkezés időpontját, mind az eredeti nyelvére vonatkozó hagyományt (arám Máté-elmélet), mind pedig Máté apostol szerzőségét, és a szöveg keletkezését Máté halálának hagyomány szerinti időpontjánál is későbbre, Kr. u. 80-90 közöttre teszik görög nyelven.

## Neve alatt fennmaradt iratok
- Máté evangéliuma
- Pszeudo-Máté evangéliuma (Máté gyermekség evangéliuma)